# San Bartolo
San Bartolo é uma cidade da Guatemala do departamento de Totonicapán.